# Jacopo Guarnieri
Jacopo Guarnieri (ur. 14 sierpnia 1987 w Vizzolo Predabissi) – włoski kolarz szosowy i torowy.
Największym sukcesem zawodnika są dwa zwycięstwa etapowe w Tour de Pologne (2009, 2010). Jest sprinterem.

## Najważniejsze zwycięstwa i sukcesy
2007
- 1. miejsce na 7. etapie Olympia’s Tour

2008
- 1. miejsce z ZLM Tour
- mistrz kraju w madisonie (razem z Alexem Buttazzonim)

2009
- 2. miejsce w Gran Premio Costa degli Etruschi
- 10. miejsce w Vattenfal Cyclassics
- 1. miejsce na 3. etapie Tour de Pologne

2010
- 1. miejsce na 1. etapie Tour de Pologne
- 2. miejsce w Giro del Friuli
- 4. miejsce w Circuit Franco-Belge
  - 1. miejsce na 2. etapie

2011
- 1. miejsce na 3a etapie w Driedaagse van De Panne-Koksijde
- 7. miejsce w Gran Premio Nobili Rubinetterie

2012
- 4. miejsce w Grote Prijs Stad Zottegem

2016
- 8. miejsce w Gandawa-Wevelgem